# Lasioglossum alexanderi
Lasioglossum alexanderi là một loài Hymenoptera trong họ Halictidae. Loài này được McGinley mô tả khoa học năm 1999.